# Alfred Benzon

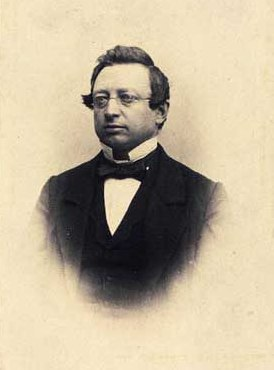
Alfred Benzon (1823–1884).

Alfred Nikolaj Benzon, född 4 december 1823 i Stubbekøbing, död 19 december 1884 i Köpenhamn, var en dansk apotekare och fabrikör. Han var far till Alfred Benzon och Otto Benzon. Den verksamhet han startade, Alfred Benzon A/S, fortlever ännu 2017 som en del av Nomeco.
Benzon blev 1838 apotekarelev på Hofapoteket i Köpenhamn och avlade 1845 farmaceutisk kandidatexamen. Därefter ägnade han sig åt handel med medikamenter i utlandet, liksom han även en tid studerade farmakognosi i Bonn. Den 1 januari 1849 övertog han Svaneapoteket i Köpenhamn. Vid sidan av apotekarverksamheten startade han en medicinalhandel en gros, samt 1863 en kemisk fabrik och ångpulveriseringsanstalt på egendomen Sophiehåb vid Kallebodstrand. Hans mål, som i huvudsak uppnåddes, var att kunna förse Danmarks apotek med medikamenter och kemikalier. År 1865 inrättade han Østergades kemikaliehandel, i slutet av 1860-talet ett homeopatiskt apotek, och efter att han 1877, samtidigt med att den smala gränden Peder Madsens gang försvann, fullständigt hade ombyggt det gamla Svaneapoteket, startade han Ny Østergades tekniska kemikaliehandel, för att skilja den tekniska delen från hushållsavdelningen. År 1882 startade han ett apotek i Thorshavn på Färöarna som hjälpapotek till Svaneapoteket i Köpenhamn.
Benzon hade även stort intresse för botanik och ornitologi och innehade stora samlingar på dessa områden, liksom han ägde värdefulla samlingar av mollusker, conchylier, fornfynd och mynt. Efter hans död fick de offentliga museerna, efter hans föreskrift, plocka ut de rariteter som de önskade. 
Benzon tog även aktivt del i offentlig verksamhet och innehade en mängd förtroendeuppdrag. Åren 1859–1875 var han en verksam medlem av Industriforeningens styrelse; han var medstiftare av Kastrup Glasværk och var i flera år ordförande i Kontrolkomiteen. Han verkade ivrigt för bildandet av det aktiebolag, som övertog Zoologisk Have, och var medlem av dess direktion till sin död. Vid världsutställningen i Wien 1873 var han jurymedlem och gav i den officiella utställningsberättelsen en omfattande meddelande om den grönländska kryoliten och den därpå grundade industrin.